# Chris Bowen

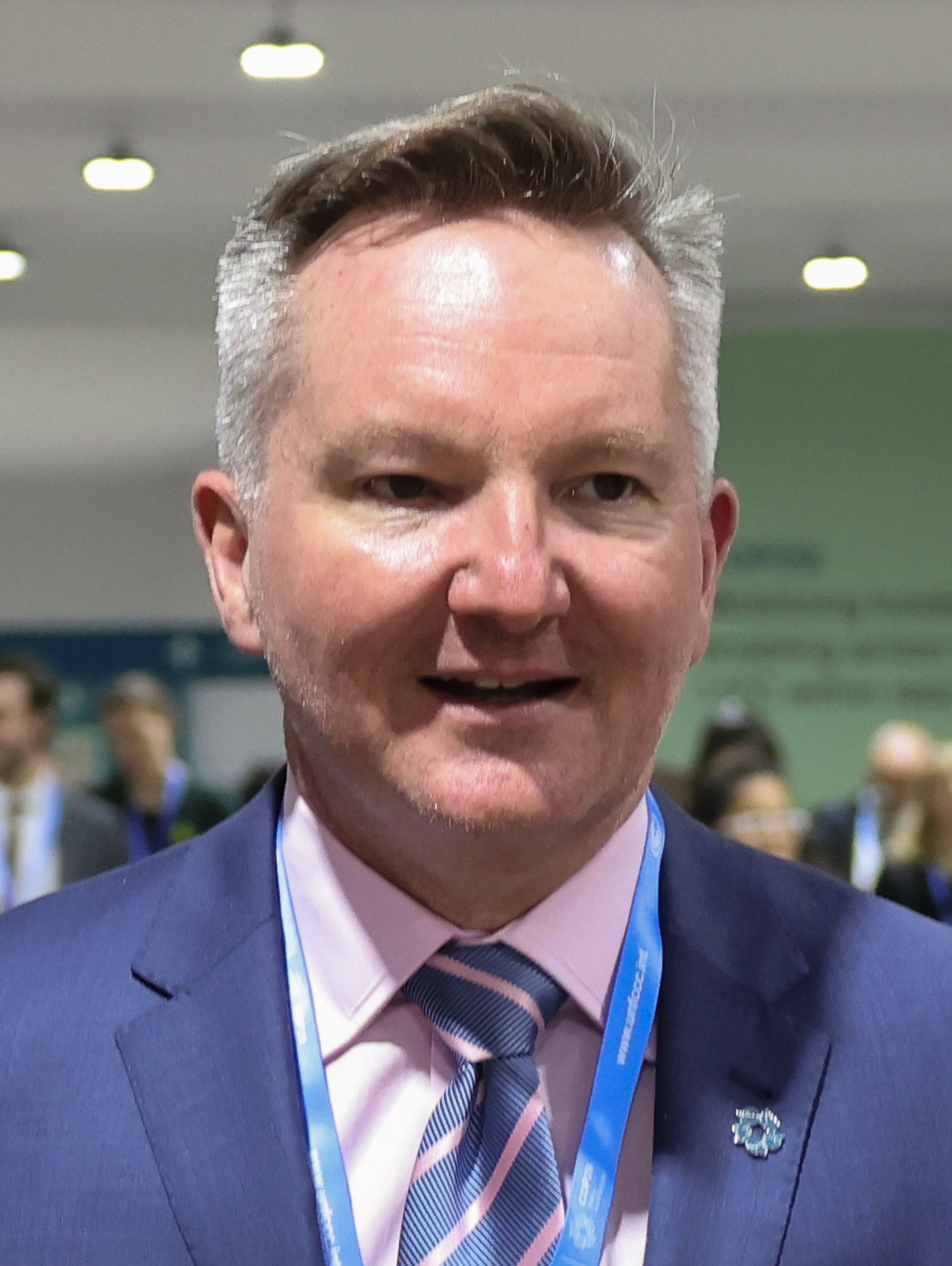
Chris Bowen (2024)

Chris Bowen (* 17. Januar 1973) ist ein australischer Politiker. Seit 2022 ist er Minister für Klimawandel und Energie.

## Leben
Bowen studierte nach seiner Schulzeit an der Universität Sydney Wirtschaftswissenschaften. Seit Oktober 2004 ist Bowen Abgeordneter für die Australian Labor Party im Australischen Repräsentantenhaus für einen Wahlbezirk in Sydney als Nachfolger der Abgeordneten Janice Crosio. Zwischen 2009 und 2013 war Bowen Minister in den Kabinetten von Julia Gillard und deren Nachfolger Kevin Rudd. Bowen ist Atheist.